# Jerre Hakse
Jerre Wouter Hakse (Leeuwarden, 15 april 1937 – Amsterdam, 26 maart 2024) was een Nederlands schilder, tekenaar en beeldhouwer.

## Leven en werk
Hakse was een zoon van een winkelier in galanterieën. Hij werd opgeleid aan de ambachtsschool en werkte als etaleur/decorateur. Als kunstenaar was hij autodidact. Hij maakte expressionistische schilderijen, gouaches en (pen)tekeningen. Hakse noemde zijn schilderijen "mijn dagboek, de spiegel van mijn stemmingen, van mijn verdriet, mijn vreugde". Hij exposeerde meerdere malen, onder andere in het Fries Museum en bij Pictura in Groningen.
Na de Tweede Wereldoorlog trok Hakse naar Amsterdam, met werken in de haven wilde hij een opleiding aan de kunstnijverheidsschool bekostigen. Zijn plan had geen succes en hij keerde weer terug naar Friesland. In 1962 vestigde Hakse zich met collega-kunstenaar Josum Walstra in voormalig pakhuis De Blauwe Hand in Harlingen, waar zij een atelier inrichtten en een galerie openden. Hij verhuisde na een aantal jaren terug naar Leeuwarden, daar had hij een atelier aan het Vliet. In 1967 opende hij ertegenover café-chantant Passe Partout. Hakse maakte in de jaren zeventig een aantal beeldhouwwerken die in de openbare ruimte in Friesland werden geplaatst, waaronder het monument voor Arjen Sevenster in Stiens. Eind jaren 1980 verhuisde hij naar Scheveningen. In 1993 werd hij geportretteerd in Van Gewest tot Gewest.
Van 1999 tot 2020 runde Hakse met zijn vrouw galerie en atelier 'De Prins van Waldeck' aan de Grote Kerkstraat in Leeuwarden.
Jerre Hakse overleed op 86-jarige leeftijd.

## Enkele werken
- 1969 wandschildering bij de Algemeene Friesche, Oldehoofsterkerkhof, Leeuwarden
- 1972 wandschildering Sint Bonifatius Hospitaal, Leeuwarden
- 1973 speelplastiek lagere school, Bergum
- 1974 wandversiering postkantoor, Drachten
- 1975 monument voor Arjen Sevenster, Uniawei, Stiens
- 1976 zonder titel, Rypsterdyk, Menaldum

## Fotogalerij

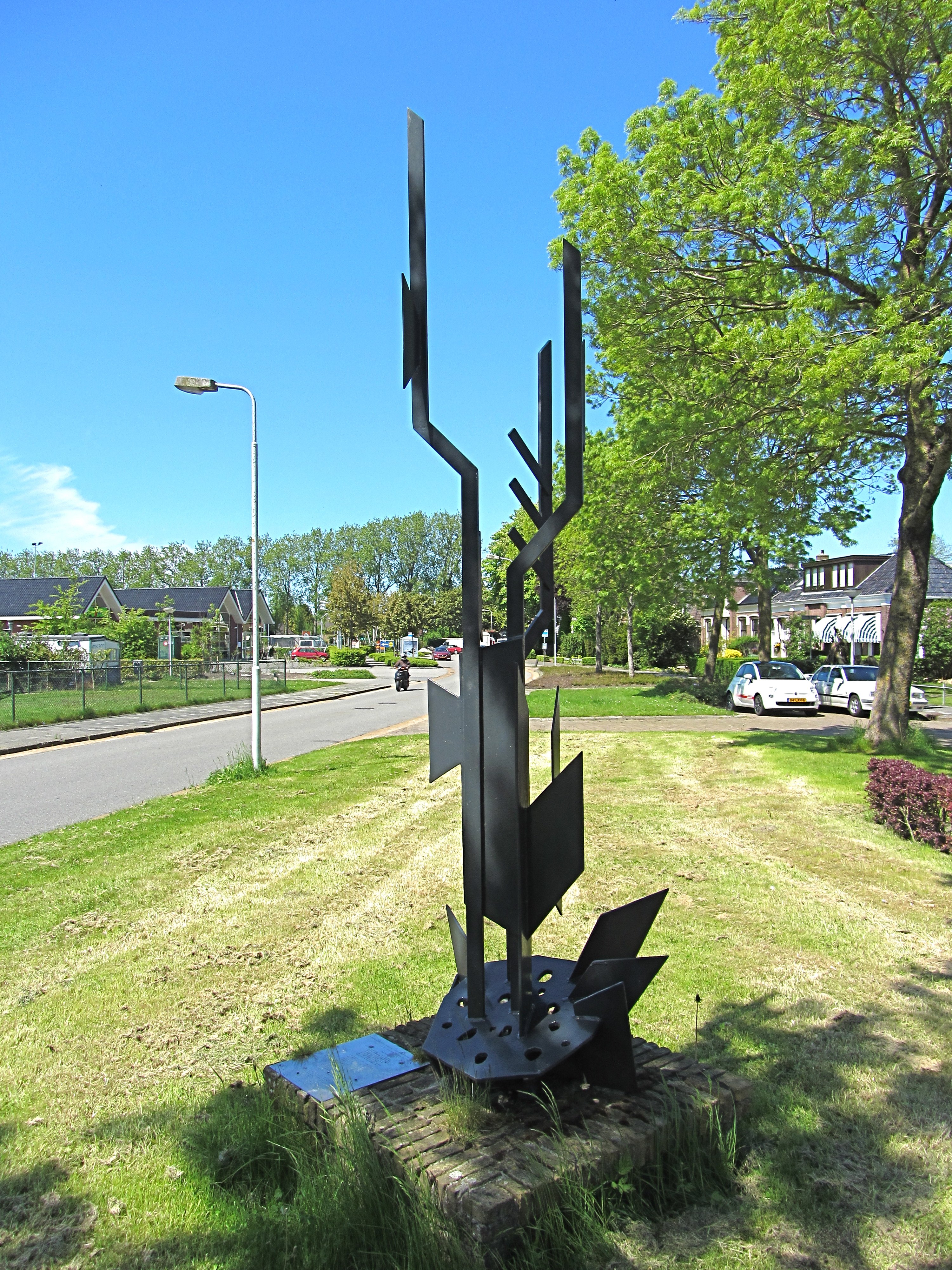
Monument voor Arjen Sevenster (1975), Stiens
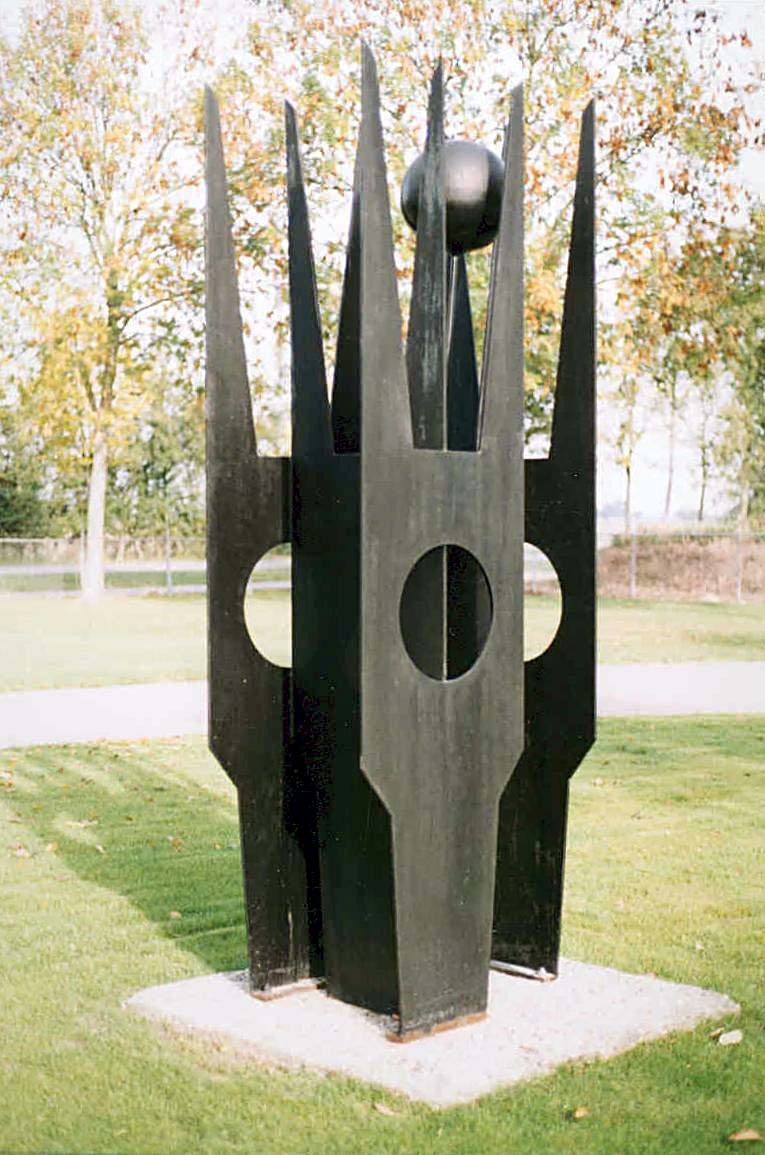
Zonder titel (1976), Menaldum
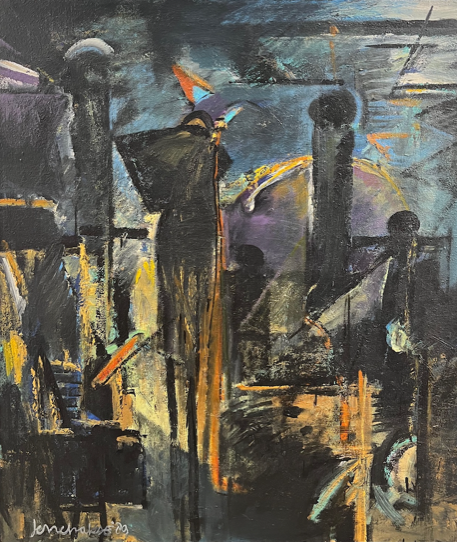
Stadsimpressie (1989)
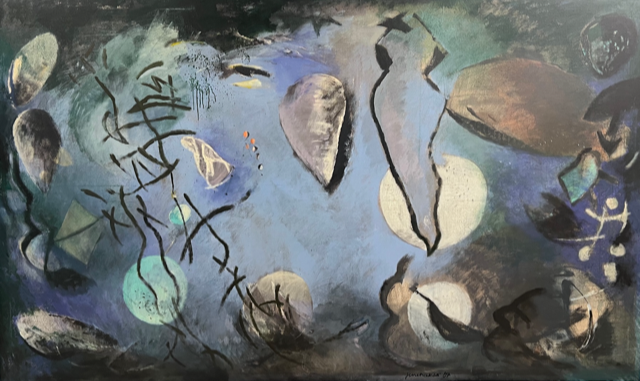
Onder water (1997)